# 玉川スミ
玉川 スミ（たまがわ すみ、1920年7月17日 - 2012年9月25日）は、女流俗曲師（音曲師、三味線漫談家）。
本名は中川 スミ。落語芸術協会に所属し、参与を務めた。福島県郡山市出身。身長142cm。

## 人物
父が浪曲師の桃中軒雲工（桃中軒雲右衛門の弟子）で、父の影響で少女浪曲師として初舞台を踏む。初舞台は3歳のときで、14歳までに13回親が変わっている。
その後、女歌舞伎、新派、喜劇、民謡、女道楽、漫才、都々逸、松づくし等あらゆる寄席芸を習得し、漫才では「桂小豆」の名で「大朝家シゲオ」（後の「宮アオバ・シゲオ」の「宮シゲオ」）や、大江茂（妻は大江笙子）とコンビを組んだ。1971年、文化庁芸術祭賞優秀賞を受賞し、1991年には勲五等宝冠章を受章している、2002年、松尾芸能賞･特別賞受賞。
以降は、落語芸術協会定席を中心に高座を勤める一方で、日本テレビ系の時代劇『桃太郎侍』では、上方屋の女将・おはる役として長らくレギュラー出演した。
2008年12月1日～10日、国立演芸場で芸能生活85周年を記念した興行が行われ、連日主任で「松づくし」を演じた。
2012年9月25日、心不全のため死去。92歳没。
1991年3月、宮崎県延岡市の今山大師で得度を受け、「澄光尼」の法号を授かった。
晩年は人のオーラが見えると発言しており、「オーラのおスミ」として、「芸協らくごまつり」などで占いの余興を行っていた。
歯にはダイヤモンドが埋め込まれており、客席からも角度によっては光って見えた。
桂米助は「寄席の世界のシーラカンス」、また瀧川鯉昇は「我々の業界の最長老」と称した。

## 出演番組
- 桃太郎侍（1976年 - 1977年、日本テレビ） - おはる 役
- ライオンのいただきます（フジテレビ）
- おはよう笑点
- 大忠臣蔵
- 浅草お茶の間寄席
- 真打ち競演
- ちんどんどん
- 金曜バラエティー
- 森田一義アワー 笑っていいとも!（1987年9月2日、フジテレビ） - テレフォンショッキングゲスト など多数

## 著書
- ちょっと泣かせて下さい　三味線漫談家玉川スミ 東映企画プロモーション 1983年
- 泣いて笑って突っぱって 北泉社 1985年
- こけつまろびつ人生　ひとりの女として舞台一笑の熱い時。 善文社 1995年
- 世紀末にドドイツを くまざき社 1999年